# 熊本県第1区
熊本県第1区（くまもとけんだい1く）は、日本の衆議院における選挙区。1994年（平成6年）の公職選挙法改正で設置。

## 区域

### 現在の区域
2017年（平成29年）公職選挙法改正以降の区域は以下のとおりである。2017年の区割り変更により熊本市西区の一部が2区に移動され、中央区の一部は2区から、北区の旧植木町域は3区から本区へ移行された。
- 熊本市
  - 中央区
  - 東区
  - 北区

### 2017年以前の区域
2013年（平成25年）公職選挙法改正から2017年の小選挙区改定までの区域は以下のとおりである。
- 熊本市
  - 中央区の一部
    - 安政町、井川淵町、出水1〜8丁目、板屋町、魚屋町1〜3丁目、内坪井町、江津2丁目、大江本町、大江1〜6丁目、岡田町、帯山1〜9丁目、鍛冶屋町、上鍛冶屋町、上京塚町、上水前寺1・2丁目、上通町、上林町、辛島町、川端町、河原町、北千反畑町、京町本丁、京町1・2丁目、草葉町、九品寺1〜6丁目、黒髪1〜8丁目、神水本町、神水1・2丁目、慶徳堀町、紺屋阿弥陀寺町、紺屋今町、紺屋町1〜3丁目、子飼本町、国府本町、国府1〜4丁目、小沢町、古城町、壺川1・2丁目、湖東1丁目、呉服町1〜3丁目、米屋町1〜3丁目、細工町1〜5丁目、桜町、三郎1丁目、島崎1丁目、下通1・2丁目、城東町、新大江1〜3丁目、新鍛冶屋町、新市街、新町1〜4丁目、新屋敷1〜3丁目、水前寺公園、水前寺1〜6丁目、水道町、菅原町、船場町下1丁目、船場町2・3丁目、段山本町、千葉城町、中央街、坪井1〜6丁目、手取本町、通町、渡鹿1〜7丁目、中唐人町、西阿弥陀寺町、西子飼町、西唐人町、二の丸、白山1〜3丁目、花畑町、東阿弥陀寺町、東京塚町、東子飼町、古桶屋町、古川町、古京町、古大工町、保田窪1・2丁目、本丸、松原町、南千反畑町、南坪井町、宮内、妙体寺町、室園町、薬園町、山崎町、横紺屋町、万町1・2丁目、練兵町

  - 東区
  - 西区の一部
    - 池亀町、池田1〜4丁目、上熊本1〜3丁目、京町本丁、津浦町、出町、稗田町

  - 北区の一部
    - 麻生田1〜5丁目、改寄町、池田3丁目、和泉町、兎谷1〜3丁目、打越町、大窪1〜5丁目、大鳥居町、梶尾町、鹿子木町、釜尾町、北迫町、楠1〜8丁目、楠野町、黒髪町大字坪井、黒髪7丁目、小糸山町、清水岩倉1〜3丁目、清水亀井町、清水新地1〜7丁目、清水東町、清水本町、清水町大字打越、清水町大字松崎、清水町大字室園、清水万石1〜5丁目、下硯川町、下硯川1・2丁目、硯川町、高平1〜3丁目、龍田陳内1〜4丁目、龍田町弓削、龍田弓削1・2丁目、龍田1〜9丁目、太郎迫町、津浦町、鶴羽田町、鶴羽田1〜5丁目、徳王町、徳王1・2丁目、西梶尾町、楡木1〜6丁目、乗越ケ丘、八景水谷1〜4丁目、飛田町、飛田1〜4丁目、万楽寺町、貢町、武蔵ケ丘1〜9丁目、室園町、明徳町、山室1〜6丁目、四方寄町、立福寺町

2002年（平成14年）公職選挙法改正から2013年の小選挙区改定までの区域は以下のとおりである。
- 熊本市
  - 細工町1〜5丁目、小沢町、板屋町、西唐人町、魚屋町1〜3丁目、川端町、西阿弥陀寺町、古大工町、呉服町1〜3丁目、万町1・2丁目、米屋町1〜3丁目、中唐人町、古桶屋町、紺屋阿弥陀寺町、東阿弥陀寺町、鍛冶屋町、紺屋町1〜3丁目、船場町下1丁目、船場町2・3丁目、横紺屋町、古川町、河原町、上鍛冶屋町、松原町、慶徳堀町、山崎町、練兵町、通町、新鍛冶屋町、新町1〜4丁目、内坪井町、坪井1〜6丁目、本丸、二の丸、古京町、古城町、千葉城町、宮内、妙体寺町、薬園町、京町1・2丁目、京町本丁、出町、西子飼町、東子飼町、井川淵町、北千反畑町、南千反畑町、南坪井町、上林町、草葉町、城東町、上通町、水道町、手取本町、安政町、中央街、花畑町、下通1・2丁目、桜町、辛島町、新市街、紺屋今町、黒髪町大字坪井、新屋敷1〜3丁目、大江1〜6丁目、画図町大字上無田、画図町大字下無田、画図町大字所島、画図町大字下江津、画図町大字重富、健軍町、新大江1〜3丁目、大江本町、白山1〜3丁目、岡田町、菅原町、九品寺1〜6丁目、清水町大字松崎、清水町大字麻生田、清水町大字室園、清水町大字兎谷、清水町大字楡木、清水町大字新地、清水町大字打越、秋津町沼山津、秋津町秋田、秋津新町、昭和町、保田窪本町、栄町、南町、東本町、龍田町弓削、西原1〜3丁目、壺川1・2丁目、上熊本1〜3丁目、段山本町、楠1〜8丁目、東野1〜4丁目、水前寺1〜6丁目、水前寺公園、神水1・2丁目、上京塚町、京塚本町、小山町、戸島町、長嶺町、平山町、鹿帰瀬町、弓削町、石原町、中江町、吉原町、上南部町、子飼本町、室園町、黒髪1〜8丁目、上水前寺1・2丁目、国府1〜4丁目、国府本町、出水1〜8丁目、江津1・2丁目、武蔵ヶ丘1〜9丁目、神水本町、湖東1〜3丁目、新生1・2丁目、水源1・2丁目、広木町、若葉1〜6丁目、花立1〜6丁目、沼山津1〜4丁目、稗田町、津浦町、池田1〜4丁目、池亀町、島崎1丁目、尾ノ上1〜4丁目、錦ヶ丘、健軍1〜5丁目、清水本町、清水亀井町、清水東町、八景水谷1〜4丁目、帯山1〜9丁目、保田窪1〜5丁目、桜木1〜6丁目、渡鹿1〜9丁目、健軍本町、打越町、高平1〜3丁目、秋津1〜3丁目、鹿子木町、楠野町、明徳町、小糸山町、改寄町、大鳥居町、梶尾町、鶴羽田町、飛田町、四方寄町、西梶尾町、徳王町、釜尾町、貢町、和泉町、立福寺町、太郎迫町、万楽寺町、北迫町、硯川町、下硯川町、東町1〜4丁目、山ノ神1・2丁目、榎町、佐土原1〜3丁目、新南部1〜6丁目、下南部1〜3丁目、御領1〜8丁目、八反田1〜3丁目、東京塚町、三郎1・2丁目、新外1〜4丁目、月出1〜8丁目、清水万石1〜5丁目、乗越ヶ丘、小峯1〜4丁目、山ノ内1〜4丁目、大窪1〜5丁目、山室1〜6丁目、長嶺西1〜3丁目、長嶺東1〜8丁目、長嶺南1〜8丁目、飛田1〜4丁目、龍田陳内1〜4丁目、龍田1〜9丁目、楡木1〜3丁目、麻生田1・2丁目、兎谷1〜3丁目、上南部1〜4丁目、龍田弓削1・2丁目

1994年（平成6年）公職選挙法改正から2002年の小選挙区改定までの区域は以下のとおりである。
- 熊本市
  - 細工町1〜5丁目、小沢町、板屋町、西唐人町、魚屋町1〜3丁目、川端町、西阿弥陀寺町、古大工町、呉服町1〜3丁目、万町1・2丁目、米屋町1〜3丁目、中唐人町、古桶屋町、紺屋阿弥陀寺町、東阿弥陀寺町、鍛冶屋町、紺屋町1〜3丁目、船場町下1丁目、船場町2・3丁目、横紺屋町、古川町、河原町、上鍛冶屋町、松原町、慶徳堀町、山崎町、練兵町、通町、新鍛冶屋町、新町1〜4丁目、内坪井町、坪井1〜6丁目、本丸、二の丸、古京町、古城町、千葉城町、宮内、妙体寺町、薬園町、京町1・2丁目、京町本丁、出町、西子飼町、東子飼町、井川淵町、北千反畑町、南千反畑町、南坪井町、上林町、草葉町、城東町、上通町、水道町、手取本町、安政町、中央街、花畑町、下通1・2丁目、桜町、辛島町、新市街、紺屋今町、黒髪町大字坪井、新屋敷1〜3丁目、大江1〜6丁目、画図町大字上無田、画図町大字下無田、画図町大字所島、画図町大字下江津、画図町大字重富、健軍町、新大江1〜3丁目、大江本町、白山1〜3丁目、岡田町、菅原町、九品寺1〜6丁目、清水町大字松崎、清水町大字亀井、清水町大字万石、清水町大字麻生田、清水町大字室園、清水町大字兎谷、清水町大字楡木、清水町大字新地、清水町大字山室、清水町大字打越、清水町大字大窪、秋津町沼山津、秋津町秋田、秋津新町、昭和町、保田窪本町、栄町、南町、東本町、龍田町弓削、龍田町上立田、龍田町陳内、西原1〜3丁目、壺川1・2丁目、上熊本1〜3丁目、段山本町、楠1〜8丁目、東野1〜4丁目、水前寺1〜6丁目、水前寺公園、神水1・2丁目、上京塚町、京塚本町、小山町、戸島町、長嶺町、御領町、平山町、鹿帰瀬町、弓削町、石原町、中江町、吉原町、上南部町、下南部町、子飼本町、室園町、黒髪1〜8丁目、上水前寺1・2丁目、国府1〜4丁目、国府本町、出水1〜8丁目、江津1・2丁目、武蔵ヶ丘1〜9丁目、神水本町、湖東1〜3丁目、新生1・2丁目、水源1・2丁目、広木町、若葉1〜6丁目、花立1〜6丁目、沼山津1〜4丁目、稗田町、津浦町、池田1〜4丁目、池亀町、島崎1丁目、尾ノ上1〜4丁目、錦ヶ丘、健軍1〜5丁目、清水本町、清水亀井町、清水東町、八景水谷1〜3丁目、帯山1〜7丁目、保田窪1〜5丁目、桜木1〜6丁目、渡鹿1〜9丁目、健軍本町、打越町、高平1〜3丁目、秋津1〜3丁目、鹿子木町、楠野町、明徳町、小糸山町、改寄町、大鳥居町、梶尾町、鶴羽田町、飛田町、四方寄町、西梶尾町、徳王町、釜尾町、貢町、和泉町、立福寺町、太郎迫町、万楽寺町、北迫町、硯川町、下硯川町、東町1〜4丁目、山ノ神1・2丁目、榎町、佐土原1〜3丁目、新南部1〜6丁目、下南部1〜3丁目、御領1丁目、八反田1・2丁目、東京塚町、三郎1・2丁目、新外1丁目、月出1・2丁目、清水万石1〜5丁目、乗越ヶ丘

## 歴史
県内で最も都市化が進んだ地域であるが、保守的な有権者が多い地域であるとされる。しかし、都市化に伴い無党派層も増加してきた。
小選挙区制移行初の1996年の第41回総選挙では、前回の総選挙で旧熊本1区で衆議院議員へ鞍替え当選し、その後内閣総理大臣を務めた細川護煕が新進党の公認を得て、自由民主党の公認を得た熊本県議会議員であった岩下栄一らに快勝した。
その後、細川は民主党へ合流直後に議員を辞職。これに伴い行われた補欠選挙では、元自由民主党衆議院議員で「黒マント」の異名をとった松野頼三の長男・松野頼久が細川の後継となり補欠選挙に臨んだが、岩下に敗れた。
2000年の第42回総選挙では、松野が岩下を破り、初当選。その後、連続して小選挙区で勝利を収め、安定した地盤を築いてきた。
2005年の第44回総選挙でも、民主党への逆風下の中で、岩下に代わり自民党の公認候補となった木原稔を接戦の末に下した。なお、木原は重複立候補していた比例九州ブロックで復活当選し、初めて議席を獲得している。
2012年の第46回総選挙では、全国的な民主党に対する強い逆風が吹く中、松野は民主党を除籍され日本維新の会へ移籍、同党の公認候補として選挙戦に臨んだ。これに対し民主党は、2003年の第43回総選挙で熊本3区から同党の公認候補として立候補した池崎一郎を擁立するなど分裂状態となり、前回の選挙で議席を失っていた木原が小選挙区で初めて勝利した。なお、松野は重複立候補していた比例九州ブロックで復活当選し、辛うじて議席を確保した。
2014年の第47回総選挙では、木原と維新の党へ移った松野らとの争いとなり、民主党は候補を擁立しなかったこともあり、松野は前回の票から若干上乗せしたが木原に届かず、再び比例復活での当選となった。なお、松野は2016年に発足した民進党へ合流している。
2017年の第48回総選挙では、共産党が候補擁立を見送り、木原と希望の党へ移った松野の一騎打ちとなった。希望の党が伸び悩んだこともあり、木原が松野に比例復活も許さず当選した。
2021年の第49回総選挙では、松野が引退する中で相手候補に比例復活も許さず木原が当選を果たした。その木原は2023年の内閣改造で防衛大臣になり、参議院側の松村祥史も国家公安委員長に就任した。
2024年の第50回総選挙でも木原が当選。

## 小選挙区選出議員
| 選挙名                   | 年                 | 当選者   | 党派       | 備考                   |
| ------------------------ | ------------------ | -------- | ---------- | ---------------------- |
| 第41回衆議院議員総選挙   | 1996年（平成8年）  | 細川護煕 | 新進党     |                        |
| 第41回衆議院議員補欠選挙 | 1998年（平成10年） | 岩下栄一 | 自由民主党 | 細川の議員辞職に伴う。 |
| 第42回衆議院議員総選挙   | 2000年（平成12年） | 松野頼久 | 民主党     |                        |
| 第43回衆議院議員総選挙   | 2003年（平成15年） | 松野頼久 | 民主党     |                        |
| 第44回衆議院議員総選挙   | 2005年（平成17年） | 松野頼久 | 民主党     |                        |
| 第45回衆議院議員総選挙   | 2009年（平成21年） | 松野頼久 | 民主党     |                        |
| 第46回衆議院議員総選挙   | 2012年（平成24年） | 木原稔   | 自由民主党 |                        |
| 第47回衆議院議員総選挙   | 2014年（平成26年） | 木原稔   | 自由民主党 |                        |
| 第48回衆議院議員総選挙   | 2017年（平成29年） | 木原稔   | 自由民主党 |                        |
| 第49回衆議院議員総選挙   | 2021年（令和3年）  | 木原稔   | 自由民主党 |                        |
| 第50回衆議院議員総選挙   | 2024年（令和6年）  | 木原稔   | 自由民主党 |                        |

## 選挙結果
時の内閣：第1次石破内閣 解散日：2024年10月9日 公示日：2024年10月15日
当日有権者数：41万9735人 最終投票率：49.30%（前回比：3.61%） （全国投票率：53.85%（2.08%））
| 当落 | 候補者名   | 年齢 | 所属党派   | 新旧 | 得票数    | 得票率 | 惜敗率 | 推薦・支持 | 重複 |
| ---- | ---------- | ---- | ---------- | ---- | --------- | ------ | ------ | ---------- | ---- |
| 当   | 木原稔     | 55   | 自由民主党 | 前   | 110,068票 | 55.14% | ――     |            | ○    |
|      | 出口慎太郎 | 42   | 立憲民主党 | 新   | 64,238票  | 32.18% | 58.36% |            | ○    |
|      | 重松貴美   | 35   | 参政党     | 新   | 25,325票  | 12.69% | 23.01% |            |      |

時の内閣：第1次岸田内閣 解散日：2021年10月14日 公示日：2021年10月19日
当日有権者数：42万1038人 最終投票率：52.91%（前回比：1.6%） （全国投票率：55.93%（2.25%））
| 当落 | 候補者名 | 年齢 | 所属党派   | 新旧 | 得票数    | 得票率 | 惜敗率 | 推薦・支持 | 重複 |
| ---- | -------- | ---- | ---------- | ---- | --------- | ------ | ------ | ---------- | ---- |
| 当   | 木原稔   | 52   | 自由民主党 | 前   | 131,371票 | 61.04% | ――     |            | ○    |
|      | 濱田大造 | 51   | 立憲民主党 | 新   | 83,842票  | 38.96% | 63.82% |            | ○    |

時の内閣：第3次安倍第3次改造内閣 解散日：2017年9月28日 公示日：2017年10月10日
当日有権者数：42万1257人 最終投票率：54.51%（前回比：5.98%） （全国投票率：53.68%（1.02%））
| 当落 | 候補者名 | 年齢 | 所属党派   | 新旧 | 得票数    | 得票率 | 惜敗率 | 推薦・支持 | 重複 |
| ---- | -------- | ---- | ---------- | ---- | --------- | ------ | ------ | ---------- | ---- |
| 当   | 木原稔   | 48   | 自由民主党 | 前   | 123,431票 | 56.15% | ――     |            | ○    |
|      | 松野頼久 | 57   | 希望の党   | 前   | 96,374票  | 43.85% | 78.08% |            | ○    |

時の内閣：第2次安倍改造内閣 解散日：2014年11月21日 公示日：2014年12月2日
当日有権者数：37万2104人 最終投票率：48.53%（前回比：8.51%） （全国投票率：52.66%（6.66%））
| 当落 | 候補者名 | 年齢 | 所属党派   | 新旧 | 得票数   | 得票率 | 惜敗率 | 推薦・支持 | 重複 |
| ---- | -------- | ---- | ---------- | ---- | -------- | ------ | ------ | ---------- | ---- |
| 当   | 木原稔   | 45   | 自由民主党 | 前   | 87,111票 | 49.68% | ――     |            | ○    |
| 比当 | 松野頼久 | 54   | 維新の党   | 前   | 73,274票 | 41.79% | 84.12% |            | ○    |
|      | 高本征尚 | 29   | 日本共産党 | 新   | 14,947票 | 8.52%  | 17.16% |            |      |

時の内閣：野田第3次改造内閣 解散日：2012年11月16日 公示日：2012年12月4日 最終投票率：57.04% （全国投票率：59.32%（9.96%））
| 当落 | 候補者名   | 年齢 | 所属党派     | 新旧 | 得票数   | 得票率 | 惜敗率 | 推薦・支持 | 重複 |
| ---- | ---------- | ---- | ------------ | ---- | -------- | ------ | ------ | ---------- | ---- |
| 当   | 木原稔     | 43   | 自由民主党   | 元   | 94,368票 | 46.42% | ――     |            | ○    |
| 比当 | 松野頼久   | 52   | 日本維新の会 | 前   | 66,195票 | 32.56% | 70.15% |            | ○    |
|      | 池崎一郎   | 60   | 民主党       | 新   | 28,229票 | 13.89% | 29.91% |            | ○    |
|      | 山部洋史   | 46   | 日本共産党   | 新   | 12,012票 | 5.91%  | 12.73% |            |      |
|      | 倉田千代喜 | 62   | 無所属       | 新   | 2,472票  | 1.22%  | 2.62%  |            | ×    |

時の内閣：麻生内閣 解散日：2009年7月21日 公示日：2009年8月18日 （全国投票率：69.28%（1.77%））
| 当落 | 候補者名 | 年齢 | 所属党派   | 新旧 | 得票数    | 得票率 | 惜敗率 | 推薦・支持 | 重複 |
| ---- | -------- | ---- | ---------- | ---- | --------- | ------ | ------ | ---------- | ---- |
| 当   | 松野頼久 | 48   | 民主党     | 前   | 137,048票 | 55.42% | ――     |            | ○    |
|      | 木原稔   | 40   | 自由民主党 | 前   | 97,585票  | 39.47% | 71.20% |            | ○    |
|      | 上野哲夫 | 55   | 日本共産党 | 新   | 9,729票   | 3.93%  | 7.10%  |            | ○    |
|      | 守田隆志 | 59   | 幸福実現党 | 新   | 2,907票   | 1.18%  | 2.12%  |            |      |

時の内閣：第2次小泉改造内閣 解散日：2005年8月8日 公示日：2005年8月30日 （全国投票率：67.51%（7.65%））
| 当落 | 候補者名 | 年齢 | 所属党派   | 新旧 | 得票数    | 得票率 | 惜敗率 | 推薦・支持 | 重複 |
| ---- | -------- | ---- | ---------- | ---- | --------- | ------ | ------ | ---------- | ---- |
| 当   | 松野頼久 | 44   | 民主党     | 前   | 112,500票 | 47.94% | ――     |            | ○    |
| 比当 | 木原稔   | 36   | 自由民主党 | 新   | 110,072票 | 46.90% | 97.84% |            | ○    |
|      | 那須円   | 30   | 日本共産党 | 新   | 12,110票  | 5.16%  | 10.76% |            |      |

時の内閣：第1次小泉第2次改造内閣 解散日：2003年10月10日 公示日：2003年10月28日 （全国投票率：59.86%（2.63%））
| 当落 | 候補者名 | 年齢 | 所属党派   | 新旧 | 得票数    | 得票率 | 惜敗率 | 推薦・支持 | 重複 |
| ---- | -------- | ---- | ---------- | ---- | --------- | ------ | ------ | ---------- | ---- |
| 当   | 松野頼久 | 43   | 民主党     | 前   | 111,205票 | 54.22% | ――     |            | ○    |
|      | 岩下栄一 | 57   | 自由民主党 | 元   | 80,111票  | 39.06% | 72.04% |            | ○    |
|      | 西川悦子 | 49   | 日本共産党 | 新   | 13,769票  | 6.71%  | 12.38% |            |      |

時の内閣：第1次森内閣 解散日：2000年6月2日 公示日：2000年6月13日 （全国投票率：62.49%（2.84%））
| 当落 | 候補者名   | 年齢 | 所属党派   | 新旧 | 得票数   | 得票率 | 惜敗率 | 推薦・支持 | 重複 |
| ---- | ---------- | ---- | ---------- | ---- | -------- | ------ | ------ | ---------- | ---- |
| 当   | 松野頼久   | 39   | 民主党     | 新   | 92,161票 | 46.08% | ――     |            | ○    |
|      | 岩下栄一   | 53   | 自由民主党 | 前   | 86,817票 | 43.41% | 94.20% |            | ○    |
|      | 川上紗智子 | 42   | 日本共産党 | 新   | 21,026票 | 10.51% | 22.81% |            | ○    |

当日有権者数：人　最終投票率：%

| 当落 | 候補者名   | 年齢 | 所属党派   | 新旧 | 得票数   | 得票率 | 推薦・支持 |
| ---- | ---------- | ---- | ---------- | ---- | -------- | ------ | ---------- |
| 当   | 岩下栄一   | 51   | 自由民主党 | 新   | 67,620票 | 42.34% |            |
|      | 松野頼久   | 37   | 民主党     | 新   | 57,605票 | 36.07% |            |
|      | 川上紗智子 | 40   | 日本共産党 | 新   | 23,240票 | 14.55% |            |
|      | 丸山澄男   | 63   | 社会民主党 | 新   | 11,225票 | 7.03%  |            |

時の内閣：第1次橋本内閣 解散日：1996年9月27日 公示日：1996年10月8日 （全国投票率：59.65%（8.11%））
| 当落 | 候補者名   | 年齢 | 所属党派   | 新旧 | 得票数   | 得票率 | 惜敗率 | 推薦・支持 | 重複 |
| ---- | ---------- | ---- | ---------- | ---- | -------- | ------ | ------ | ---------- | ---- |
| 当   | 細川護煕   | 58   | 新進党     | 前   | 85,682票 | 44.39% | ――     |            |      |
|      | 岩下栄一   | 50   | 自由民主党 | 新   | 49,106票 | 25.44% | 57.31% |            | ○    |
|      | 田中昭一   | 63   | 民主党     | 前   | 27,024票 | 14.00% | 31.54% |            | ○    |
|      | 野田将晴   | 51   | 無所属     | 新   | 15,034票 | 7.79%  | 17.55% |            | ×    |
|      | 川上紗智子 | 38   | 日本共産党 | 新   | 14,569票 | 7.55%  | 17.00% |            |      |
|      | 園田浩幹   | 54   | 自由連合   | 新   | 1,601票  | 0.83%  | 1.87%  |            |      |